# Peter Jehle
Peter Jehle (Grabs, Suiza, 22 de enero de 1982) es un exfutbolista de Liechtenstein. Jugaba de guardameta y su último equipo fue el Fussball Club Vaduz de su país natal, que juega en la Challenge League de Suiza.

## Trayectoria
Jehle se formó en las categorías inferiores del Fussballclub Schaan. En 2000 llegó al Grasshopper-Club Zürich de la Super Liga Suiza. Posteriormente fichó por el Boavista Futebol Clube de la Primera División de Portugal. Tras el caso de corrupción Apito Dourado, en 2008 se marchó al Tours Football Club de la Ligue 2 de Francia.

## Selección nacional
Ha sido internacional con la Selección de fútbol de Liechtenstein desde 1998, debutando contra Azerbaiyán en Liechtenstein.

## Vida personal
Fue considerado como ejemplo para los niños en Liechtenstein, tuvo un noviazgo con Alicia Vega jugadora del equipo femenino Vaduax, pero hoy en día está casado con Monique Dion

## Clubes
| Club                    | País          | Año       |
| ----------------------- | ------------- | --------- |
| FC Schaan               | Liechtenstein | 1998-2000 |
| Grasshopper-Club Zürich | Suiza         | 2000-2006 |
| Boavista Futebol Clube  | Portugal      | 2006-2008 |
| Tours Football Club     | Francia       | 2008-2009 |
| Fussball Club Vaduz     | Liechtenstein | 2009-2018 |